# KV44
KV44 (Tal der Könige, Grab Nr. 44) ist ein kleines Schachtgrab im Tal der Könige. Der Grabinhaber ist unbekannt.

## Baudetails
Das Grab besteht nur aus einer einzigen kleinen Kammer, welche über einen Schacht zu erreichen ist. Die undekorierte Kammer misst etwa 5 × 6 m. Das Grab stammt wahrscheinlich ursprünglich aus der 18. Dynastie und war für einen hohen Beamten angelegt worden. Diese Bestattung war jedoch schon im Altertum beraubt worden.

## Erforschung
Grab KV44 wurde am 26. Januar 1901 von Howard Carter gefunden, der für Theodore M. Davis grub. Die Kammer enthielt bei der Auffindung jedoch drei Särge, die in die 22. Dynastie datieren und offensichtlich nach einer ersten Beraubung hier eingebracht worden sind. Der Sarg der Tentkerer enthielt eine gut erhaltene und farbenfroh bemalte Kartonage. Die anderen Särge gehörten dem Heiufaa und einer Sängerin des Amun.
KV44 wurde in den Jahren 1990 und 1991 von Donald P. Ryan für die Pacific Lutheran University erneut freigelegt.